# Église Saint-Girons de Saint-Girons
L'Église Saint-Girons est une Église paroissiale catholique située à Saint-Girons, sous-préfecture de l'Ariège, en région Occitanie (France).

## Histoire
Elle est construite en 1857 par Auguste Tisné. 

## Localisation
L'église se trouve au centre-ville, à proximité du Salat à 390 m d'altitude.

## Description
Elle est haute de 44,8 mètres[réf. nécessaire].

### Le clocher
En juin 2020, les quatre horloges du clocher sont remplacés par des cadrans lumineux, le mécanisme a été rénové par la maison Bodet.

## Galerie

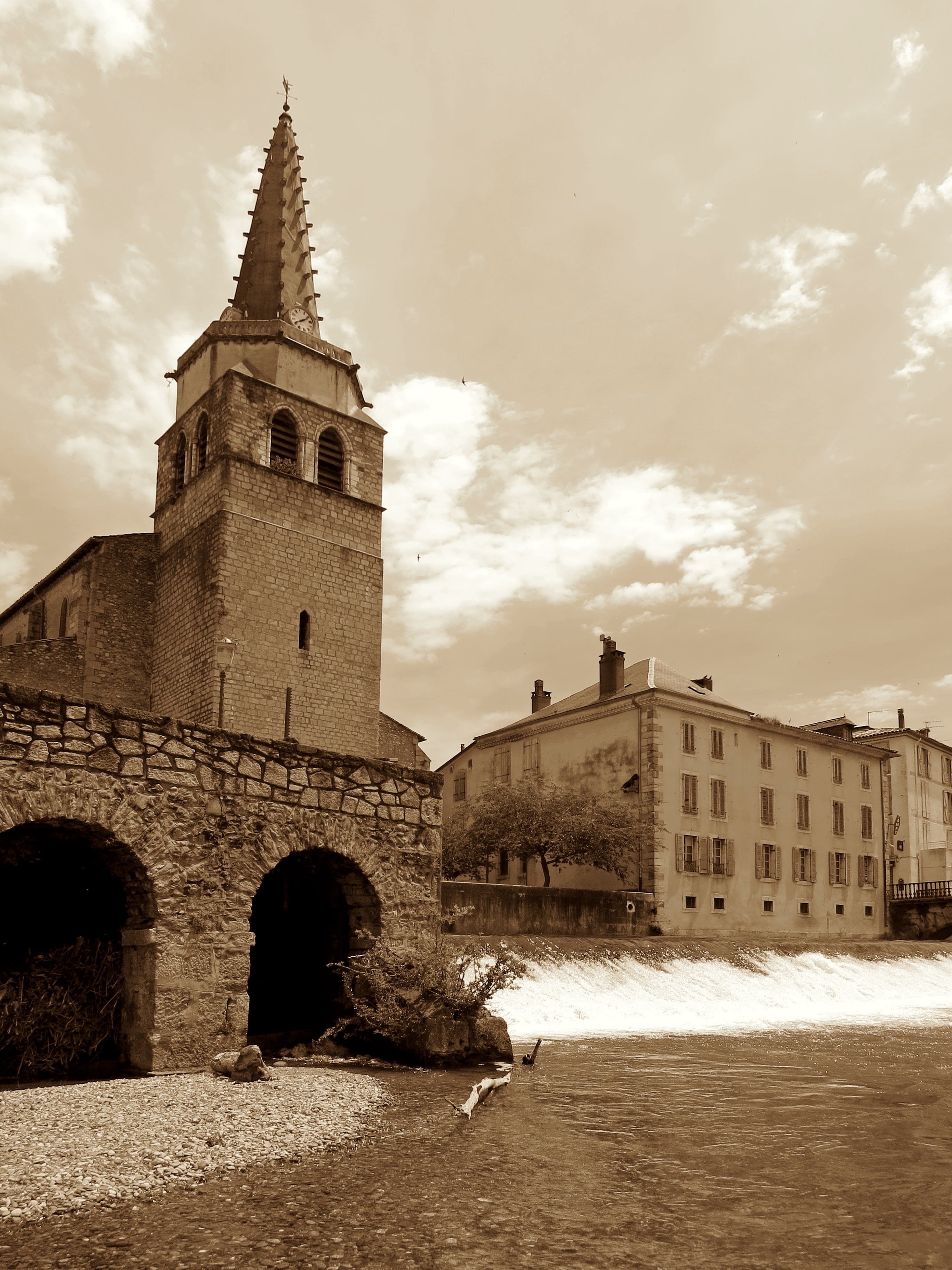
Vue depuis le Salat en juillet 2014.
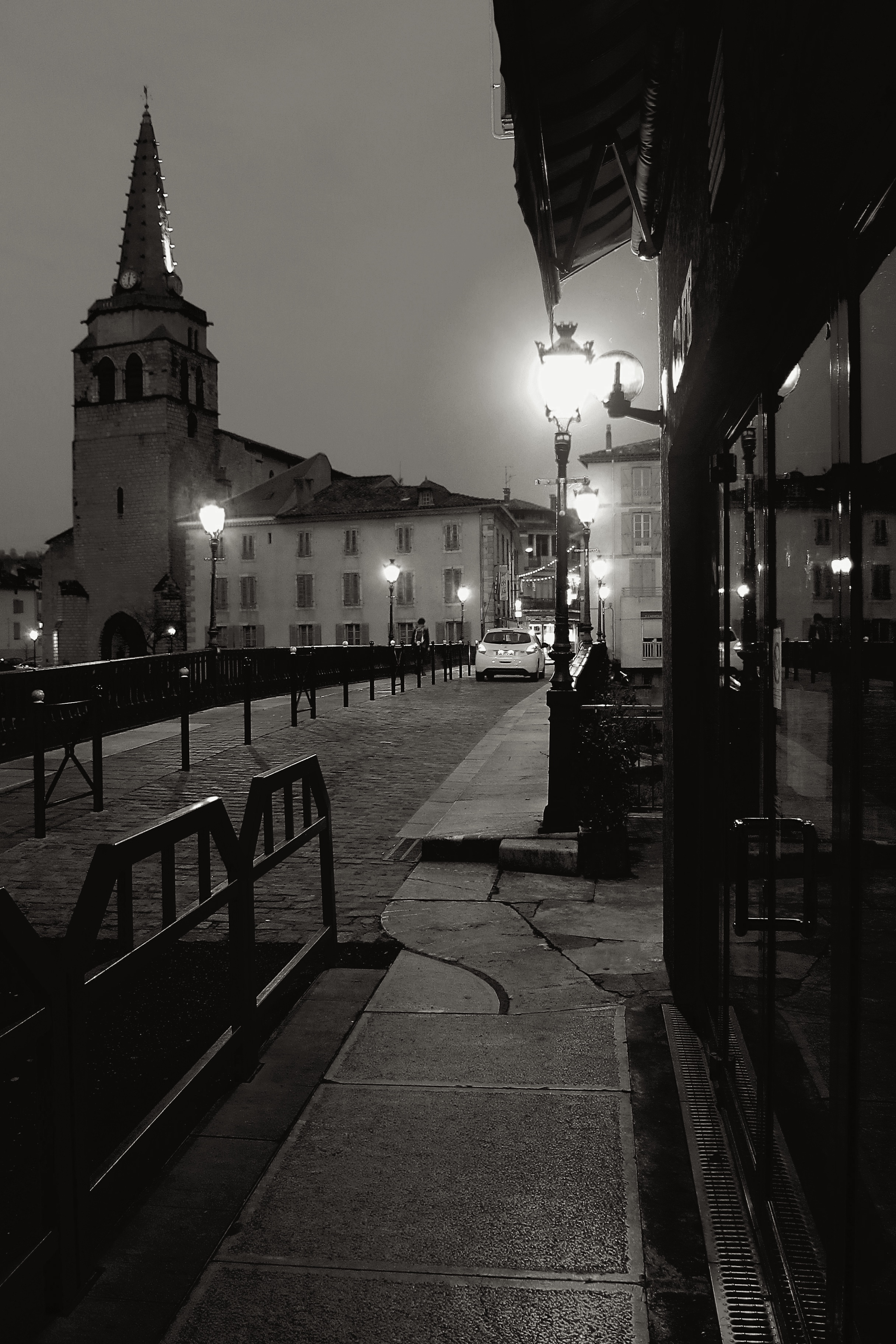
Vue nocturne depuis le Pont-Vieux.
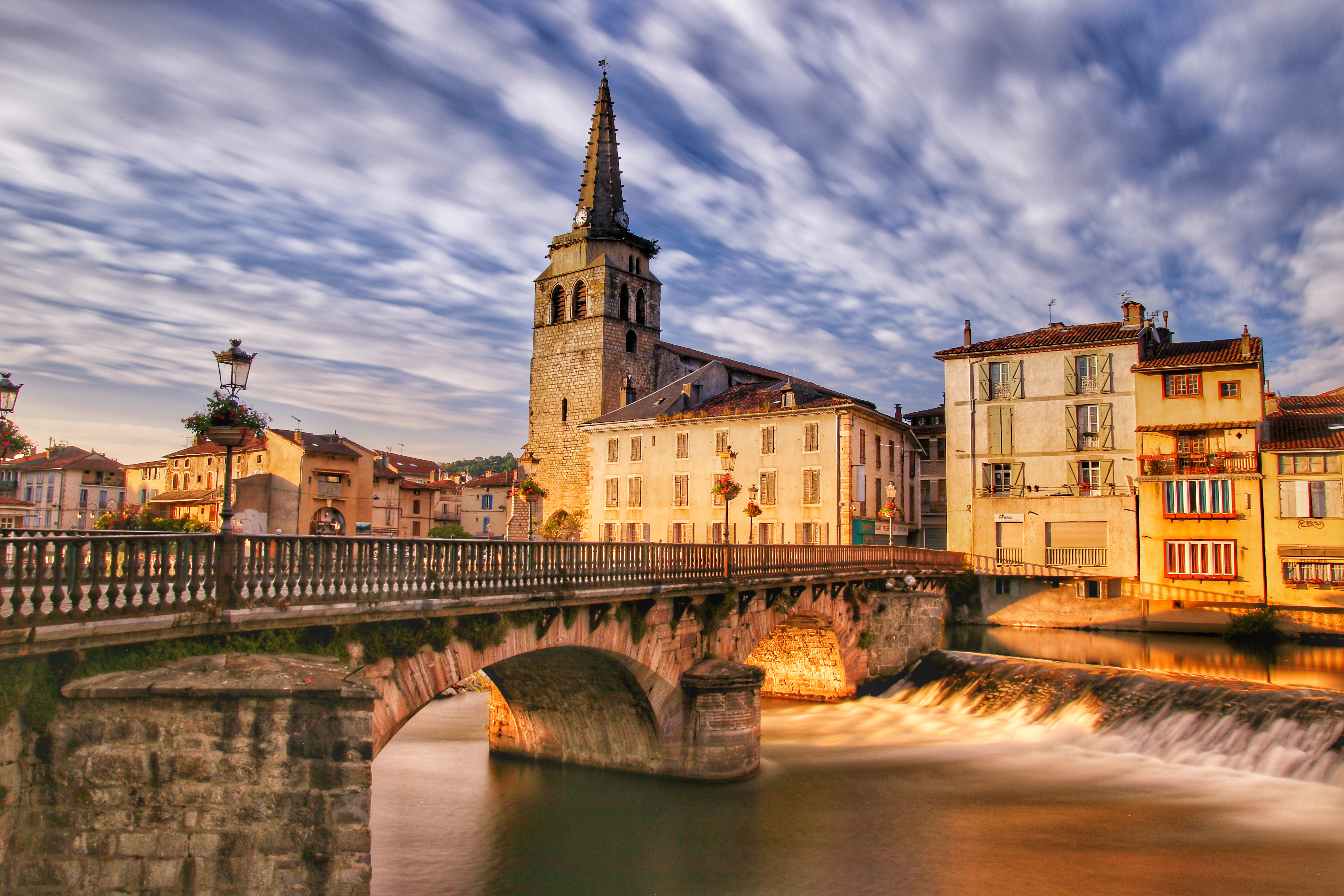
L'église et le Pont-Vieux au couchant en juin 2019.
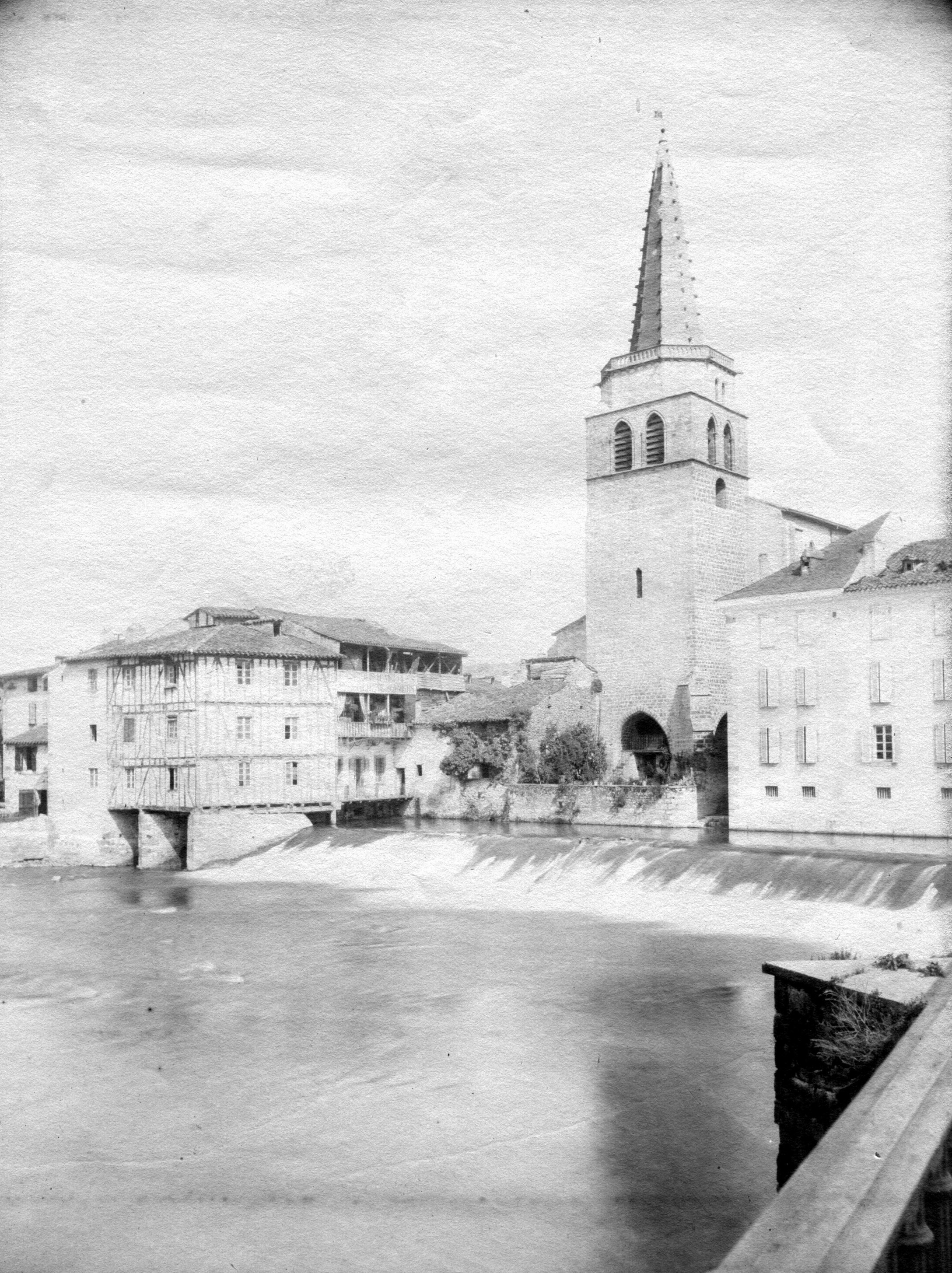
Photographie d'Eugène Trutat prise en 1882.
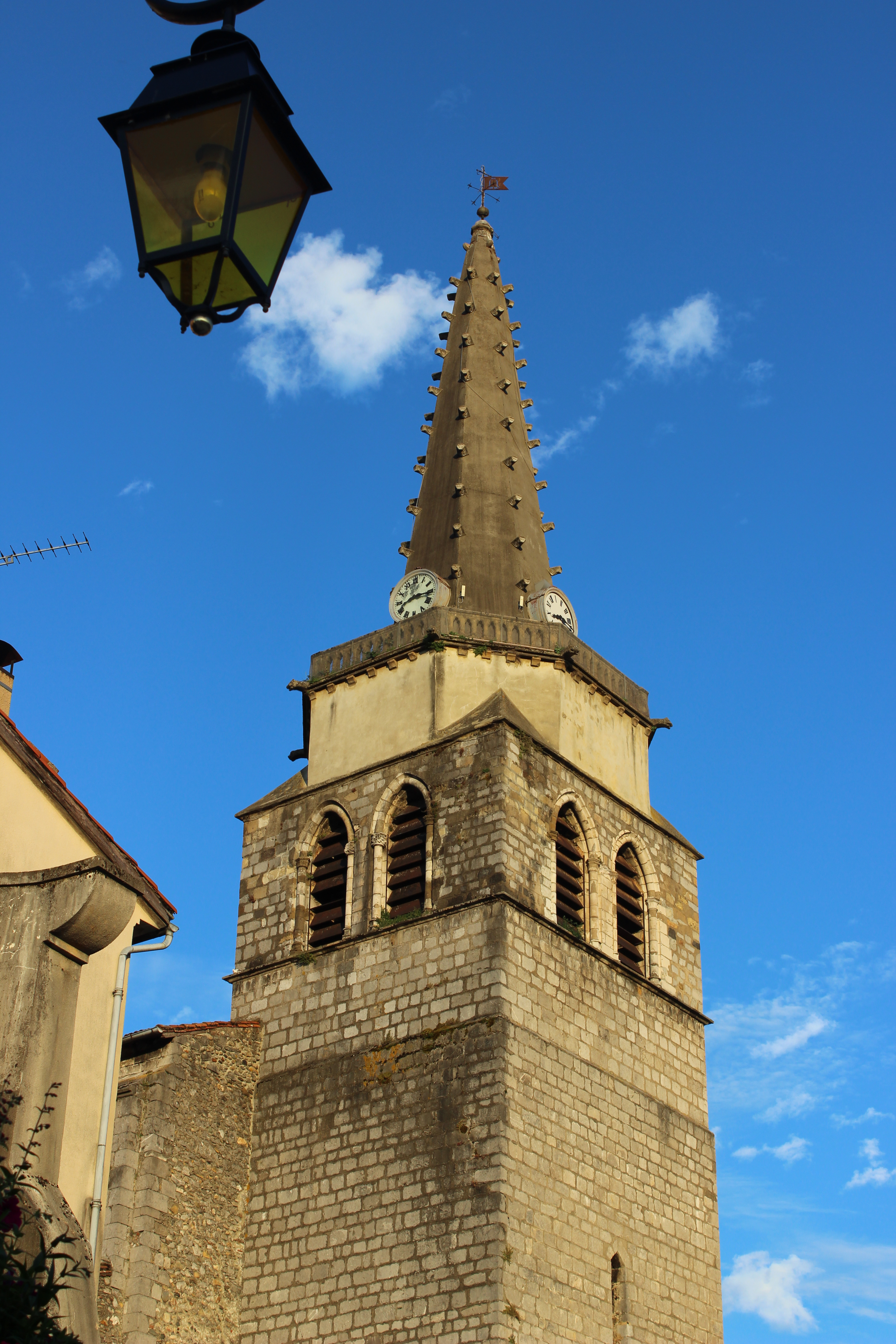
Le clocher en 2013.

## Mobilier
Le grand orgue Cavaillé-Coll, construit en 1860 et restauré une seule fois en 1950 par Puget a été classé en 1977. 
L'instrument est dans l'attente d'une restauration. Il s'agit du seul Cavaillé Coll du département de l'Ariège. 

## Valorisation du patrimoine
L'association Les Amis du patrimoine religieux Saint-Gironnais veille notamment à l'entretien de l'église en organisant des événements culturels.